# Amnon
Amnon (hebr. אַמְנוֹן), (ur. po 1010 p.n.e. w Hebronie, zm. przed 970 p.n.e. w Baal-Chasor) – królewicz izraelski, najstarszy syn króla Dawida. Zgwałcił swoją przyrodnią siostrę Tamar. Został zamordowany przez jej rodzonego brata Absaloma.

## Wywód przodków
| 4. Jesse |  |                       |  |  |          |
|          |  | 2. Dawid              |  |  |          |
| 5. NN    |  |                       |  |  |          |
|          |  |                       |  |  | 1. Amnon |
| 6. NN    |  |                       |  |  |          |
|          |  | 3. Achinoam z Jizreel |  |  |          |
| 7. NN    |  |                       |  |  |          |
|          |  |                       |  |  |          |

## Biogram

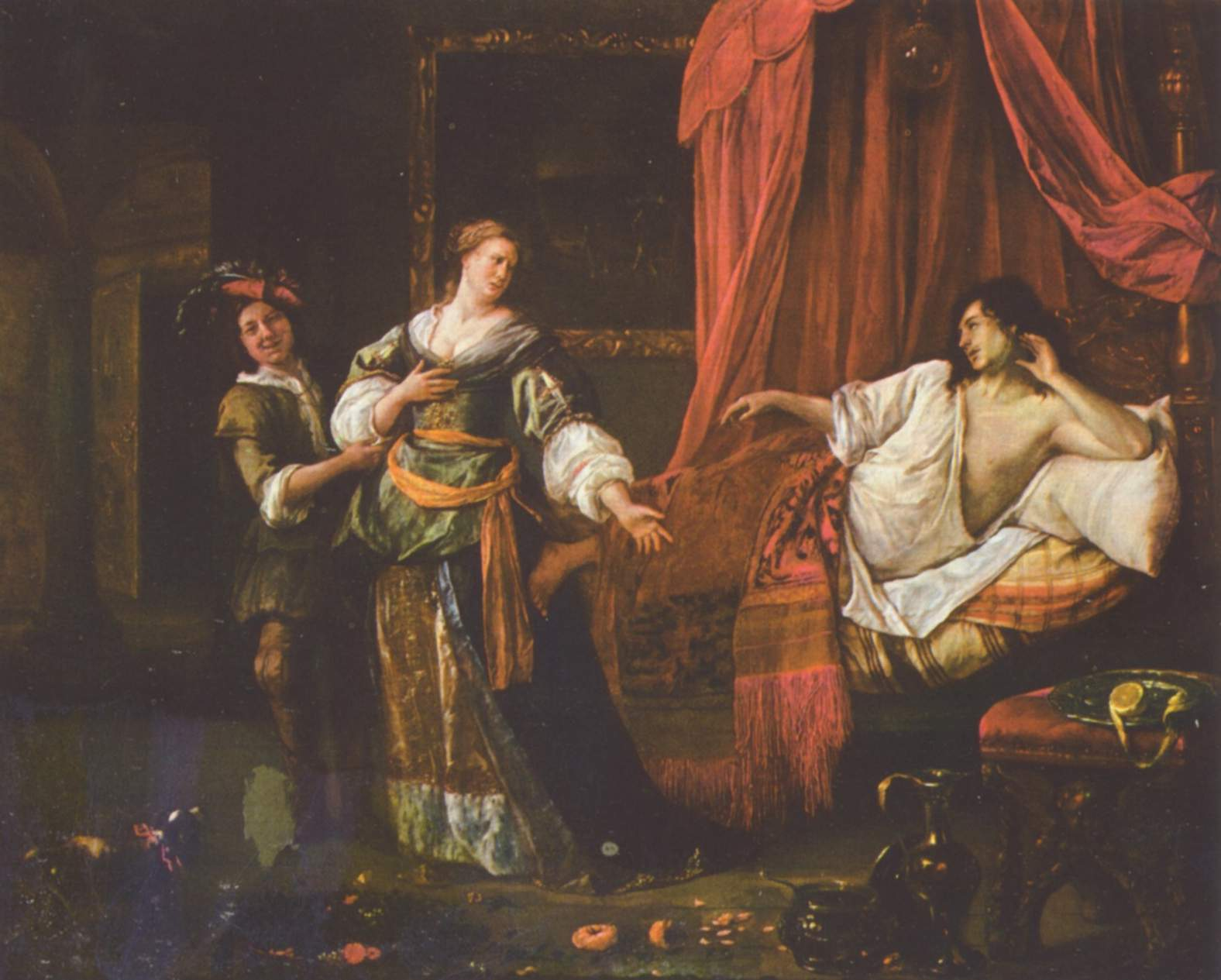
"Amnon i Tamar" - Obraz Jana Steena

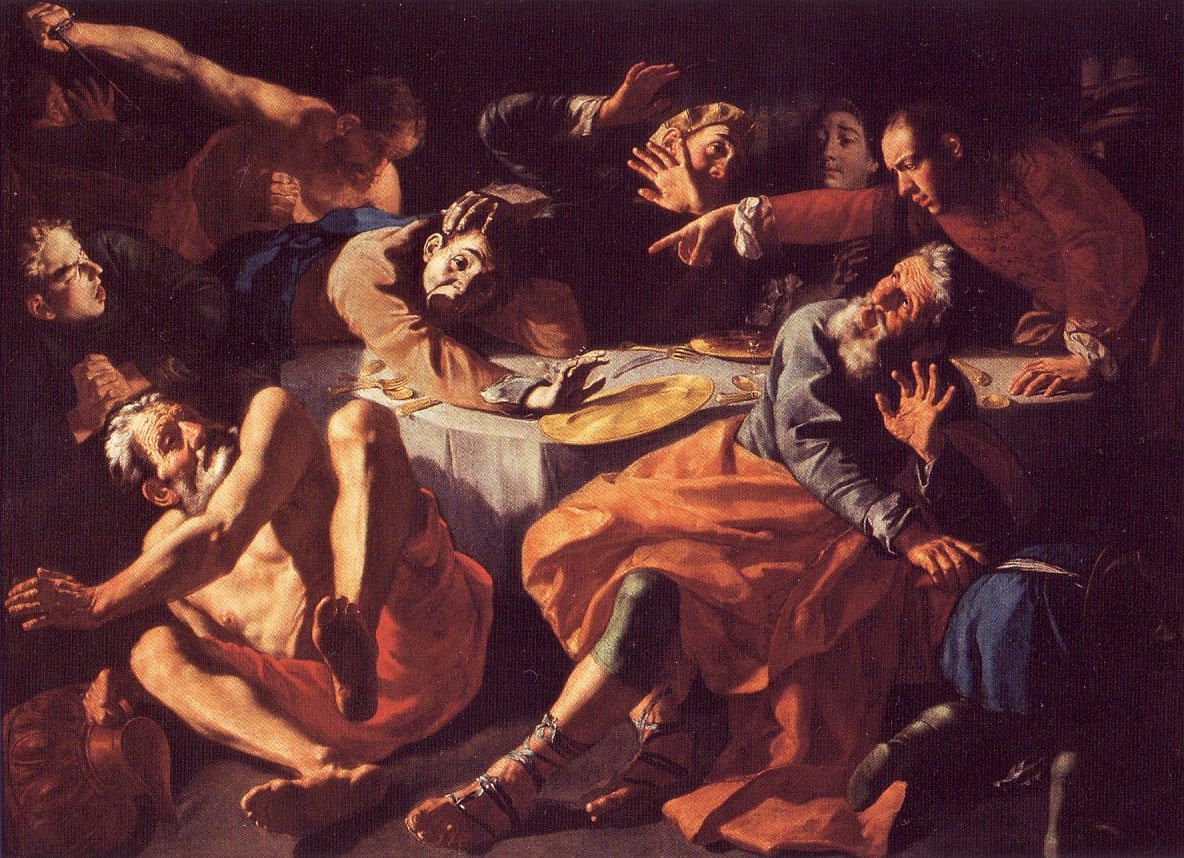

Amnon był najstarszym synem Dawida. Jego matką była Achinoam z Jizreel.
Urodził się w czasie, gdy jego ojciec panował w Hebronie, czyli przypuszczalnie między 1010 p.n.e. a 1003 p.n.e. Jednak datacja rządów Dawida, a co za tym idzie data narodzin Amnona, pozostaje dyskusyjna.
Jak podaje Druga Księga Samuela Amnon zakochał się w swojej przyrodniej siostrze Tamar, córce Dawida i Maaki. Tamar przebywała jednak w domu przeznaczonym tylko dla kobiet. Za radą swojego brata stryjecznego - Jonadaba syna Szimei - Amnon zaczął udawać chorego. Poprosił, aby siostra przygotowała i podała mu jedzenie.  Jak relacjonuje Druga Księga Samuela:
„Tamar wzięła placki, które przygotowała i zaniosła bratu swojemu, Amnonowi, do sypialni. Gdy je przed nim położyła, aby jadł, schwycił ją i rzekł: „Chodź, połóż się ze mną, siostro moja”. Odpowiedziała mu: „Nie, mój bracie. Nie gwałć mię, bo tak się w Izraelu nie postępuje. Zaniechaj tego bezeceństwa. Dokąd się udam z moją zniewagą? A ty, ty stałbyś się jednym z przestępców w Izraelu! Porozmawiaj raczej z królem, on ci mnie nie odmówi”. On jednak nie posłuchał jej głosu, lecz zadał jej gwałt, zbezcześcił i obcował z nią. Potem Amnon poczuł do niej bardzo wielką nienawiść. Nienawiść ta była większa niż miłość, którą ku niej odczuwał. Rzekł do niej Amnon: „Wstań i odejdź stąd”. Odpowiedziała mu: „Nie czyń mi, wypędzając od siebie, jeszcze większej krzywdy od tej, jaką mi wyrządziłeś”. On jednak nie chciał jej posłuchać. Zawołał swego pachołka, który mu usługiwał i rzekł: „Wypędź tę ode mnie na ulicę i zamknij za nią drzwi”. (Była odziana w szatę z rękawami, gdyż tak ubierały się córki królewskie, dziewice). Sługa wyprowadził ją na ulicę i zamknął za nią drzwi. Wtedy Tamar posypała sobie głowę prochem, rozdarła szatę z rękawami, którą miała na sobie, położyła rękę na głowę i odeszła głośno się żaląc".
Tamar schroniła się w domu swojego rodzonego brata Absaloma. Tymczasem król Dawid nie ukarał Amnona zgodnie z prawem, gdyż ten był jego najstarszym synem.
Dwa lata później Absalom urządził strzyżenie owiec w Baal-Chasor i urządził z tej okazji ucztę, na którą zaprosił m.in. Amnona. W trakcie uczty Absalom kazał swoim sługom zamordować Amnona.
Po zabójstwie starszego brata Absalom schronił się na dworze swojego dziadka Talmaja, króla Geszur.
Pod wpływem historii Tamar i Amnona, żydowscy rabini wprowadzili nakaz, aby niezamężna dziewczyna nie przebywała w jednym pomieszczeniu sam na sam z mężczyzną.
W tradycji żydowskiej krytycznie oceniano egoizm Amnona. Wygłaszanie w synagogach historii o postępku najstarszego syna króla Dawida jest zabronione.

## Amnon w filmie
W ekranizacjach losów króla Dawida pojawia się też postać jego najstarszego syna. W Amnona wcielali się:
- David Nielson w filmie The Story of David w reżyserii Davida Lowella Richa i Alexa Segala (1976),
- James Coombes w filmie Król Dawid w reżyserii Bruce'a Beresforda (1985),
- Edward Hall w filmie Dawid w reżyserii Roberta Markowitza (1997).